# 키시 라슬로
키시 라슬로(헝가리어: Kiss László, 1956년 3월 12일, 쇼모지 주 터사르 ~)는 헝가리의 축구 감독이자 전직 공격수이다.

## 경력
키시는 터사르 출신이다. 그는 1982년 월드컵에 헝가리 국가대표팀 일원으로 참가해 월드컵 역사상 최초로 교체 투입 후 해트트릭을 기록한 선수로 이름을 남겼다.

## 수상
ETF2L 오픈: 42번째 시즌